# Заставцы (Хмельницкий район)
Заставцы (укр. Заставці) — село в Хмельницком районе Хмельницкой области Украины.
Население по переписи 2001 года составляло 1234 человека. Почтовый индекс — 31407. Телефонный код — 3850. Занимает площадь 4,705 км². Код КОАТУУ — 6824482001.

## История
Первое упоминание о селе Заставцы в исторических документах датируется 1547 годом. В начале XIX в. селом владела княгиня Анна Радзивилл (1765—1850). Вскоре после реформы 1861 г. село Заставцы у наследников Анны Радзивилл выкупил граф Франтишек Стадницкий и отдал землю в аренду пану Сошинскому. Тот, в свою очередь, передал землю пану Сокальскому, а тот — пану Козловскому, который владел селом Заставцы до 1918 года.
Первая школа в Заставцах была открыта в 1785 году. В 1783 году в селе была построена деревянная трёхъярусная церковь Собора Богородицы, но в 1791 г. она сгорела. С 1796 года на её месте стояла небольшая часовня, а в 1807 году стараниями княгини Анны Радзивилл, священника Фёдора Савкевича и жителей села был построен каменный однокупольный Свято-Рождество-Богородичный храм, который сохранился до наших времён.

## Местная власть
31400, Хмельницкая обл., Хмельницкий р-н, пгт Старая Синява.

## Транспорт
От с. Заставцы до г. Хмельницкий 65 км, а до пгт Старая Синява 1 км. Недалеко находится город Староконстантинов (35 км), пгт Меджибож (27 км), пгт Летичев (31 км) и город Хмельник Винницкой области (35 км).
Основные грузопассажирские перевозки осуществляются через железнодорожную станцию Адамполь, расстояние до которой составляет 15 км. До международной автомагистрали Е-50 (М-12) Прага — Брно — Ужгород — Стрый — Тернополь — Хмельницкий — Винница — Днепр — Донецк — 27 км, а до национальной автомобильной дороги Н-03 Житомир — Староконстантинов —
Хмельницкий — Черновцы — 35 км. До аэропорта г. Хмельницкий — 70 км.